# Sævar Jónsson
Sævar Jónsson (ur. 22 lipca 1958) – islandzki piłkarz grający na pozycji obrońcy. W swojej karierze rozegrał 69 meczów w reprezentacji Islandii i strzelił w nich 1 gola.

## Kariera klubowa
Karierę piłkarską Jónsson rozpoczął w klubie Valur Reykjavík. W 1978 roku zadebiutował w nim w pierwszej lidze islandzkiej. W latach 1978 i 1980 wywalczył z Valurem dwa tytuły mistrza Islandii.
W 1981 roku Jónsson przeszedł do belgijskiego klubu Cercle Brugge. Spędził w nim cztery sezony. W sezonie 1984/1985 zdobył z Cercle Puchar Belgii. W 1985 roku wrócił do Valura i został z nim mistrzem kraju. W 1986 roku grał w norweskim SK Brann, a w 1987 roku – ponownie w Valurze (wywalczył tytuł mistrzowski).
W sezonie 1987/1988 Jónsson grał w szwajcarskim klubie FC Solothurn. W 1988 roku powrócił do Valura. W latach 1988, 1990, 1991 i 1992 zdobył z Valurem cztery Puchary Islandii. W 1993 roku zakończył w tym klubie swoją karierę.
| Sezon   | Klub            | Kraj       | Rozgrywki     | Mecze | Bramki |
| ------- | --------------- | ---------- | ------------- | ----- | ------ |
| 1978    | Valur Reykjavík | Islandia   | 1. deild      | 18    | 0      |
| 1979    | Valur Reykjavík | Islandia   | 1. deild      | 17    | 0      |
| 1980    | Valur Reykjavík | Islandia   | 1. deild      | 17    | 3      |
| 1981    | Valur Reykjavík | Islandia   | 1. deild      | 17    | 0      |
| 1981/82 | Cercle Brugge   | Belgia     | Eerste klasse | 16    | 0      |
| 1982/83 | Cercle Brugge   | Belgia     | Eerste klasse | 31    | 2      |
| 1983/84 | Cercle Brugge   | Belgia     | Eerste klasse | 27    | 2      |
| 1984/85 | Cercle Brugge   | Belgia     | Eerste klasse | 16    | 1      |
| 1985    | Valur Reykjavík | Islandia   | 1. deild      | 18    | 4      |
| 1986    | SK Brann        | Norwegia   | 1. divisjon   | 25    | 4      |
| 1987    | Valur Reykjavík | Islandia   | 1. deild      | 18    | 0      |
| 1987/88 | FC Solothurn    | Szwajcaria | 1. Liga       | ?     | ?      |
| 1988    | Valur Reykjavík | Islandia   | 1. deild      | 12    | 3      |
| 1989    | Valur Reykjavík | Islandia   | 1. deild      | 18    | 4      |
| 1990    | Valur Reykjavík | Islandia   | 1. deild      | 17    | 4      |
| 1991    | Valur Reykjavík | Islandia   | 1. deild      | 18    | 2      |
| 1992    | Valur Reykjavík | Islandia   | 1. deild      | 16    | 3      |
| 1993    | Valur Reykjavík | Islandia   | 1. deild      | 15    | 1      |

## Kariera reprezentacyjna
W reprezentacji Islandii Jónsson zadebiutował 2 czerwca 1980 roku w przegranym 0:4 meczu eliminacji do MŚ 1982 z Walią, rozegranym w Reykjavíku. W swojej karierze grał też w: eliminacjach do Euro 84, MŚ 1986, Euro 88, MŚ 1990, Euro 92 i MŚ 1994. Od 1980 do 1992 roku rozegrał w kadrze narodowej 69 meczów, w których strzelił 1 gola.